# Kesab
Kesab vagy Kessab (arabul: كسب, örmény: Քեսապ kiejtése Ke'sab) város Szíriában, a  Latakia kormányzóságban.

## Fekvése
Latákiától 65 km-re északra, a török határ mellett fekvő település.

## Története

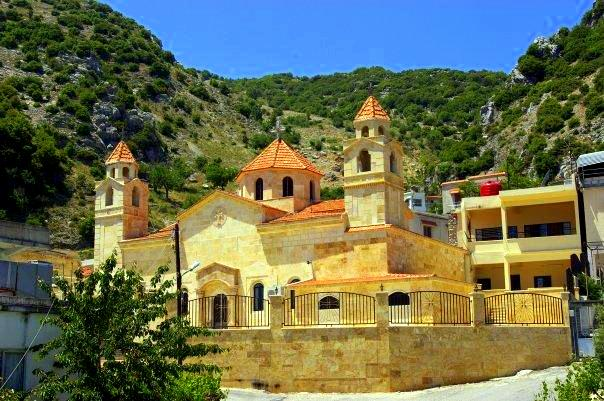
Kesab, örmény Apostolok templom

A szíriai partok mentén, egészen az Orontes folyóig hat évezreddel ezelőtt egy ősi civilizáció létezett.
Kesab ősi örmény város, története a Cilicia örmény királyság idejére nyúlik vissza.
Az első örmény menekültek a 14. és 15. században Melmuk és az oszmán időszakban telepedtek le a most Musa Dagh-nak nak nevezett területen, menekülve az üldözések elől, majd költöztek fölfelé, a mostani Kesabba.
A település lakossága ma főként örmény, egy csekély Alawite arab kisebbséggel.
A várost örmények  lakta kis falvak veszik körül, mint Escuran, Duzaghach, Chalma, Karadouran, Ekizolukh, Chinarjekh, Baghjaghas, Keorkuneh. A 20. század elején már 6000 örmény élt a régióban, míg Kesabnak ma körülbelül 3500 lakosa van.

## Nevezetességek
- Szent Mária templom - Örmény Apostoli Egyház. Története a középkorra nyúlik vissza. 1880-ban újították fel.

- Szentháromság örmény Evangélikus templom (1853)

- Szent Mihály örmény katolikus templom (1925)